# Малая Вишера
Малая Вишера (на руски: Ма́лая Ви́шера) е град в Русия, административен център на Маловишерски район, Новгородска област. Населението на града през 2010 година е 12 352 души.

## История
Селището Малая Вишера получава името си от едноименната жп гара, която е създадена през 1843 г. на река Малая Вишерка (Малая Вишера). Селището получава статут на град през 1921 година.

## География
Градът е разположен в Северозападна Русия. Намира се по брега на река Малая Вишерка, на 88 километра североизточно от Велики Новгород. Жп гарата на града се намира на линията Санкт-Петербург - Москва.

## Население
| Година    | 1897 | 1926 | 1959   | 1970   | 1979   | 1989   | 2002   | 2006   | 2007   | 2008   |
| Население | 5800 | 9685 | 16 100 | 15 400 | 15 700 | 15 621 | 14 182 | 13 345 | 13 104 | 12 900 |